# Nhà giáo Ưu tú
Nhà giáo Ưu tú là một danh hiệu được trao cho các cá nhân (thường là những người làm việc trong ngành sư phạm) bởi nhà nước Việt Nam. Quyết định trao danh hiệu này được xét bởi Hội đồng Thi đua và Khen thưởng Quốc gia, và ký bởi Chủ tịch nước Việt Nam. Các tiêu chuẩn được quy định theo luật pháp Việt Nam. Danh hiệu này được trao ba năm một lần vào ngày kỷ niệm ngày nhà giáo Việt Nam 20 tháng 11.